# Интерстудио
Интерсту́дио — автономная некоммерческая организация «Дирекция инновационных программ национальной премии и фестивалей для детей (Интерстудио)».
Директор — театральный режиссёр и продюсер Давид Семёнович Бурман.
«Интерстудио» осуществляет несколько неразрывно связанных между собой программ: ШКОЛА, ТЕАТР, ЛАБОРАТОРИЯ, ФЕСТИВАЛЬ. Международные фестивали КУКART — уникальная лаборатория, соединяющая кукольные и музыкальные, визуальные и театральные виды искусств.

## История
Проект «Интерстудио» появился в 1990 году на базе совместного с Францией актёрско-режиссёрского курса кафедры театра кукол ЛГИТМиКа и Ленинградского театра марионеток им. Е. С. Деммени. Основателями были — мастер Михаил Хусид с Юрием Нолевым-Соболевым (СССР) и Жозе Собрекас (Франция). Активное участие в развитии проекта принимала Лунёва Наталия Петровна — заслуженный работник культуры РФ, директор Санкт-Петербургского театра марионеток им. Е. С. Деммени.
Из курсового спектакля «Волшебная флейта» для возможности независимого участия в международных фестивалях была создана кампания ТОО Международная мастерская кукольных и синтетических театров «Уникум» которая переросла в АОЗТ Международная мастерская театра синтеза и анимации «Интерстудио».
В 1993 году решением учёного совета ЛГИТМиКа был создан Царскосельский филиал ЛГИТМИКа «Интерстудио» Международная мастерская театра синтеза и анимации. Награждён в 1999 году - Специальной премией и медалью Конгресса интеллигенции Российской Федерации имени Д. С. Лихачёва в программе «Окно в Россию» — институт искусств 1999 года за развитие Царскосельского филиала Санкт-Петербургской академии театрального искусства.Руководителями мастерской в то время были:  Д. С. Бурман и главный художник Ю. А. Нолев-Соболев.
С 2001 года филиал реорганизован в Федеральное государственное учреждение — институт инновационных программ повышения квалификации и переподготовки работников культуры «Интерстудио». Ректор института — профессор, доктор искусствоведения Елена Александровна Левшина. Давид Семёнович Бурман — первый проректор по развитию.
В 2004 году по инициативе Санкт-Петербургского детского музыкального театра «Зазеркалье» и «Интерстудио» были учреждены премия и фестиваль «Арлекин», позиционируемый сегодня как «Золотая маска» в сфере театра для детей.
С 2008 по 2010 годы исполняющим обязанности ректора был Давид Семёнович Бурман.
В 2008 году в связи с прекращением деятельности института была создана Автономная некоммерческая организация "Дирекция инновационных программ национальной премии и фестивалей для детей «Интерстудио». Руководитель — Д. С. Бурман. Дирекция проводит Международный фестиваль КУКART, научно-практическую конференцию «Юфитовские чтения» и участвует в проведении межрегионального фестиваля Санкт-Петербургского отделения СТД РФ «Рождественский парад».
С 2008 года АНО «Интерстудио» занимается организацией и проведением фестивалей, семинаров по арт-менеджменту и участвует в совместных проектах с Министерством культуры РФ, СТД РФ и Комитетом по культуре г. Санкт-Петербург.
В июне 2010 года «Интерстудио» и Международный фестиваль КУКART при поддержке Министерства культуры РФ и Комитета по культуре Санкт-Петербурга организовали Интерактивный уличный фестиваль-карнавал для детей и взрослых «Петрушки всего мира в Царском Селе» в г. Пушкин.
Программа состояла из представлений кукольников-петрушечников со всей России. Специальные гости фестиваля: «Театр Панч» из Великобритании, а также театр «Карагез» из Турции и «Гансвурст» из Германии и Голландии. Были показаны спектакли традиционные и дополненные новыми персонажами: «Петрушкина Комедь» (Детского интеграционного театра «КУКЛЫ»), «Петрушка или Пётр Иваныч Уксусов» Железногорского театра кукол, «Петрушка и Пушкин» (Псковский театр кукол) и сказка «Петрушка и Царевна — лягушка» (Новокузнецкий кукольный театр).
В августе-сентябре 2010 года совместно с СТД РФ, Международным Союзом деятелей театра кукол UNIMA, в партнёрстве с Международным фестивалем КУКART, при поддержке Министерства культуры РФ, МИД России и Правительства Санкт-Петербурга успешно проведён «Первый Всемирный Фестиваль школ кукольников», приуроченный к Году Учителя. Фестиваль представил известные школы кукольников мира — в Петербург приехали молодые артисты из Великобритании, Франции, Германии, Ирана, Польши и многих других стран. Реализована обширная образовательная программа: режиссёрские форумы, мастер-классы, специальный проект для детей с ограниченными физическими возможностями «Поверь в меня».
2016-2017 проект «Межрегиональный проект для тетей и взрослых с ограниченными возможностями». Передвижной спектакль-театр «Люди-разбойники из Кардамона» Улан Удэ (Бурятия) АУК Республиканский театр кукол «Ульгэр»
2018 проект «Для детей и взрослых с неограниченными возможностями межрегиональный проект. Инновационный театр КУКЛЫ И ЧЕЛОВЕКА кукольно-драматический проект «Три Толстяка». (Санкт-Петербург-Новокузнецк)»(июнь декабрь 2018)поддержка Фонд президентских грантов

## Выпускники Интерстудио
Курс 1990—1997. Мастер курса — Михаил Александрович Хусид.
Преподаватели: Владимир Ананьев — пластика, сценическое движение; Ольга Кирсанова-Миропольская — сценическая речь и мастерство актёра.
- Басс Виктория — актриса
- Быстров Владимир — актёр-режиссёр
- Голубева Евгения (Женя Глюкк) — актриса-режиссёр
- Емелина Юля — актриса
- Злотникова Виктория — режиссёр
- Зубков Вячеслав — актёр-режиссёр
- Исаков Вадим — актёр-художник-режиссёр
- Мен Юля — актриса[10]
- Мухин Игорь — актёр-музыкант
- Николаенко Олег — актёр-режиссёр
- Рябухин Артур — актёр
- Саломатова Александра — актриса-режиссёр
- Чужченко Елена — актриса

Группа «Запасный выход» 1995—1999.
Основана в 1995 году в г. Пушкине молодыми художниками-студентами, стажёрами и преподавателями Мастерской паратеатральных форм (Школа Юрия Нолева-Соболева. Помощник мастера — преподаватель Галина Метеличенко).
Группа создала в Запасном (Владимирском) дворце Царского Села «Запасную галерею», в которой с 1996 года регулярно проводились выставки. Группа участвовала в выставках в Санкт-Петербурге (1998 — галерея «Арт-коллегия», Международный фестиваль экспериментальных искусств и перформанса (ЦВЗ «Манеж»); 2000 — «Галерея 21»), в Москве (1995, 1996, 1997 — «Арт-Москва» и «Арт-Манеж», 1996—1998 — «Spider&Mouse», 1998 — «Арт-Манеж»), Стокгольме, Киле, Цюрихе. В 1998 году в галерее «Spider&Mouse» был показан совместный проект «Запасного выхода» и группы Тот-АРТ (Абалкова/Жигалов) «Маятник Фуко». После прекращения деятельности «Запасного выхода» «Spider&Mouse» продолжала сотрудничать с Галиной Леденцовой и Владимиром Быстровым. После прекращения деятельности группы помимо Быстрова и Леденцовой на художественной сцене остались Елизавета Морозова и Константин Аджер.
- Аджер Константин — художник
- Бахуров Нил — художник
- Быстров Владимир — художник
- Гончаров-Дерягин Дмитрий — художник
- Зубович Наталья — художник
- Костин Тимофей — художник
- Логинова Евгения — художник
- Морозова Елезавета — художник
- Никокошев Сергей — художник
- Тэшу Тима — художник
- Шмидт Мария — художник
- Щербинина-Лаер Светлана — художник

Курс 1995—1999.
Мастера курса — Михаил Александрович Хусид, Геннадий Рафаилович Тростянецкий и выпуск Льва Борисовича Эренбурга.
Преподаватели: Юрий Андреевич Васильев — сценическая речь
- Альбанова Ольга — актриса
- Балданова Будлана-актриса
- Григорян Ольга — актёр
- Карпов Евгений — актёр-режиссёр
- Николаенко Олег — режиссёр
- Рябкова Виктория — актриса
- Рябкова Вероника — актриса
- Рябоконь Татьяна — актриса
- Вадим Сквирский — актёр-режиссёр
- Филиппова Хельга (Ольга) — актриса-режиссёр
- Харитоненко Артур — актёр
- Юсуфханов Денис — актёр
- Небольшой драматический театр Льва Эренбурга

Курс Лицедеев 1995—1999.
Мастера курса — Анвар Либабов и Виктор Соловьёв.
- Гусаров Александр — актёр
- Елисеева Ольга — актриса
- Махаева Марина — актриса
- Рывкин Кася — актёр
- Садкова Ольга — актриса

Курс 1996—2000.
Мастера курса — Михаил Александрович Хусид и Юрий Львович Герцман.
Преподаватели: Владимир Михеенко (Дмитрий Керусов) — актёрское мастерство, пластика и сценическое движение.
- Баскова Татьяна — актриса
- Денисова Анастасия — актриса
- Закарян Грация — актриса